# 로그드라고메르

로그드라고메르의 위치

로그드라고메르(슬로베니아어: Log-Dragomer, 독일어: Mansburg 만스부르크[*])는 슬로베니아의 도시로 면적은 12.9km2, 인구는 3,356명(2002년 기준), 인구 밀도는 260.2명/km2이다.